# Mejcar
Mejcar (hebrejsky מֵיצָר, podle jména nedalekého vádí נחל מיצר (Nachal Mejcar), v oficiálním přepisu do angličtiny Mezar, přepisováno též Metzar) je izraelská osada a vesnice typu kibuc na Golanských výšinách v Oblastní radě Golan.

## Geografie
Vesnice se nachází v nadmořské výšce 355 metrů, cca 18 kilometrů jihovýchodně od města Tiberias, cca 70 kilometrů východně od Haify a cca 118 kilometrů severovýchodně od centra Tel Avivu. Leží v jižní části Golanských výšin, na náhorní plošině, která se na jihu prudce svažuje do údolí řeky Jarmuk. Jihovýchodně od obce zase terén prudce klesá do údolí vodního toku Nachal Rakad, který odděluje území izraelské a syrské kontroly a tvoří hranici Golanských výšin. Jižně od obce se do terénu zařezává údolí vádí Nachal Mejcar.
Obec je situována v oblasti s hustou sítí zemědělského osídlení, takřka výlučně židovského, tedy bez arabských sídel. Na dopravní síť Golanských výšin je napojena pomocí silnice číslo 98, která je hlavní severojižní komunikací v tomto regionu.

## Dějiny
Mejcar leží na Golanských výšinách, které byly dobyty izraelskou armádou v roce 1967 a byly od té doby cíleně osidlovány Izraelci. Tato osada byla založena v červnu 1981 jako provizorní polovojenské sídlo typu Nachal. V roce 1983 byla převedena na civilní obec, ale v později v roce 1989 byla pro ekonomické potíže prakticky opuštěna. V civilní sídlo se opět proměnila až roku 1991, kdy sem přišlo 35 nových aktivistů ze severu Golanských výšin.
Nachází se na strategicky významném místě poblíž bodu, kde se stýkají území pod kontrolou Izraele, Jordánska a Sýrie. V osadě funguje od roku 1998 Mechina מכינה קדם-צבאית, tedy vojenská přípravka. Běžná školská zařízení jsou k dispozici v Bnej Jehuda nebo ve městě Kacrin. Ekonomika vesnice se kromě toho zaměřuje na zemědělství a kibuc také má podíl na lázeňském komplexu v nedalekém Chamat Gader.

## Demografie
Obyvatelstvo obce Mejcar je sekulární. Jde o velmi malé sídlo vesnického typu s dlouhodobě rostoucí populací. K 31. prosinci 2014 zde žilo 198 lidí. Během roku 2014 populace stoupla o 31,1 %.
| Rok            | 1983 | 1995 | 1999 | 2000 | 2001 | 2003 | 2004 | 2005 | 2006 | 2007 | 2008 | 2009 | 2010 | 2011 | 2012 | 2013 | 2014 |
| -------------- | ---- | ---- | ---- | ---- | ---- | ---- | ---- | ---- | ---- | ---- | ---- | ---- | ---- | ---- | ---- | ---- | ---- |
| Počet obyvatel | 22   | 67   | 48   | 55   | 52   | 47   | 44   | 52   | 56   | 65   | 61   | 111  | 111  | 108  | 111  | 151  | 198  |